# Bud Harrelson
Bud Harrelson (Fremont, California; 6 de junio de 1944-East Northport, Nueva York; 11 de enero de 2024) fue un beisbolista y mánager de béisbol estadounidense  que jugó quince temporadas con tres equipos en la MLB en la posición de shortstop, ganó dos series mundiales, dos veces elegido al Juego de las Estrellas y un guante de oro.

## Carrera
A nivel universitario jugó para el San Francisco State Gators hasta 1963 cuando fue contratado como agente libre por los New York Mets. Sería promovido al primer equipo el 1 de septiembre de 1965. Harrelson jugó con los Mets por 13 temporadas, incluyendo las de 1969 y 1973 donde fue campeón de Serie Mundial. Harrelson era un típico shortstop de la época: bueno a la defensa pero mal bateador. Su promedio de bateo de por vida fue de .236 con 7 cuadrangulares en sus 15 años de carrera, pero un porcentaje defensivo de .969, ganó un guante de oro en 1971, y fue seleccionado al Juego de las Estrellas en 1970 y 1971.
El 28 de mayo de 1969 luego de tener una racha de cinco derrotas que llevaron a los Mets al último lugar de la National League East, Jerry Koosman tuvo un duelo de lanzadores ante los San Diego Padres contra Clay Kirby en el Shea Stadium. Tras nueve entrandas sin recibir carrera por parte de Kirby y 10 entradas pos Koosman, era turno de los relevistas para los extra innings. El partido terminó en la entrada 11 cuando Harrelson pegó un hit ante Cleon Jones.  Eso inició una racha de 11 victorias que llevaron a los Mets al segundo lugar de su división, a siete juegos de distancia de los Chicago Cubs. Antes de la racha, el récord de los Mets era de 18–23; y terminó 82–39 el resto de la temporada.
El 10 de septiembre los Mets vencieron en una doble jornada a los Montreal Expos, y eso combinado con una derrota de los Cubs hicieron que los Mets subieran al primer lugar de su división por primera vez en su historia. El 24 de septiembre los New York Mets ganaron la división con una victoria por 6–0 ante los St. Louis Cardinals. Los Mets ganaron 38 de los últimos 50 partidos, y terminaron la temporada regular con récord de 100-62, ocho juegos arriba de los Cubs; mientras que Harrelson bateó para .248, 24 carreras impulsadas y 42 anotadas. Su promedio a la defensiva fue de .969 en 119 partidos como shortstop.
Harrelson solo conectó dos hits en la serie de campeonato de la Liga Nacional de 1969 ante los Atlanta Braves. Sin embargo, uno de esos fue un triple en la cuarta entrada del juego 1, y el otro fue un doble impulsando una carrera en el juego 2.

#### Pelea contra Pete Rose
Harrelson fue el centro de atención durante la serie de campeonato de 1973. El lanzador de los Mets Jon Matlack solo había permitido dos hits ante los Cincinnati Reds en un juego completo con victoria por 5–0 en el juego 2 en el Riverfront Stadium.
Luego de comentarios hechos al final del partido, Harrelson fue confrontado por el segunda base de los Reds Joe Morgan durante en entrenamiento antes del juego 3. Durante la confrontación recibió una advertencia por parte del campeón de bateo de la temporada 1973 Pete Rose, que no estaba feliz con sus comentarios.
En la quinta entrada Morgan bateó para double play hacia el primera base de los Mets John Milner con Rose corriendo en primera. Cuando Rose se barrió para impedir el double play hacia Harrelson lo hizo de una forma en la que mostró su advertencia previa al partido. Como conscuencia, inició una pelea entre ambos, lo que provocó que las bancas se vaciaran y el pleito se hiciera más grande. Luego de que todo se calmó, cuando los Reds iban al campo en el Shea Stadium, les lanzaron bojetos desde la gradería principalmente a Rose, lo que causó que el mánager de los Reds Sparky Anderson sacara a su equipo del campo hasta que todo se calmara. El mánager de los Mets Yogi Berra y los jugadores Willie Mays, Tom Seaver, Cleon Jones y Rusty Staub junto al presidente de la Liga Nacional Chub Feeney salieron al campo para calmar a los aficionados.

### Phillies y Rangers
Luego de que los Mets eligieron como primera selección del Draft a Tim Foli, Harrelson fue cambiado a los Philadelphia Phillies por Fred Andrews y dinero el 23 de mayo de 1978. Rose y Harrelson pasaron a ser compañeros de equipos en los Phillies, pero nunca hablaron sobre la pelea. Los Phillies liberarían a Harrelson ante de la temporada de 1980. Harrelson firmó con los Texas Rangers en May luego de que Rusty Staub se rompiera el dedo.
En 1986 Harrelson sería miembro del Salón de la Fama de los New York Mets.

## Tras el retiro

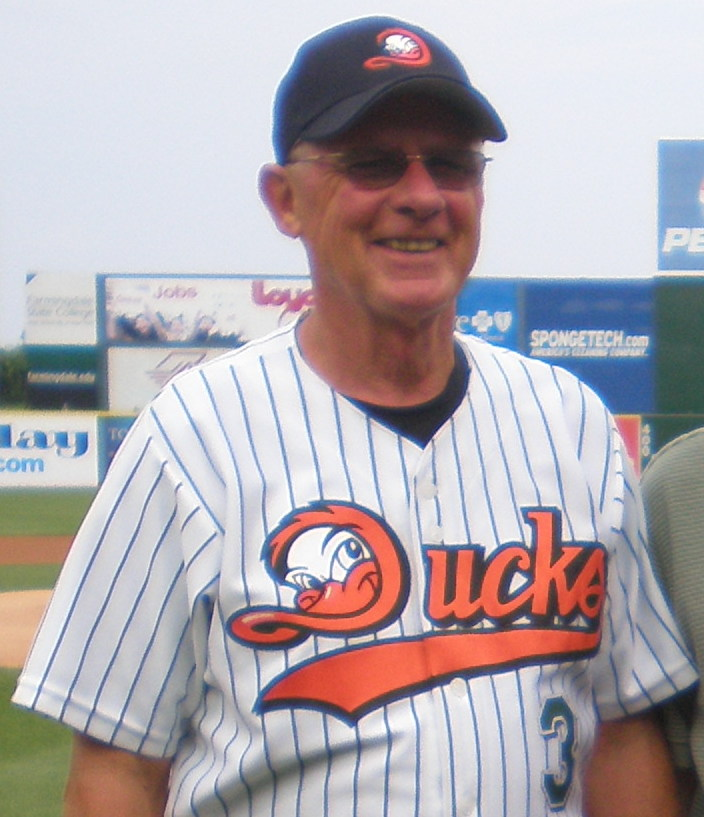
Harrelson con los Long Island Ducks en 2009.

Luego de retirarse, Harrelson pasó a formar parte de staff de entrenadores de los Mets como coach de primera base e instructor de defensivos en el infield en la temporada 1982. Durante la temporada 1983 Harrelson fue reemplazado por Steve Zabriskie en 60 partidos de los Mets transmitidos en WWOR-TV. Harrelson pasó a ser mánager de los Little Falls Mets en 1984, y sería nombrado mánager del año en la New York-Penn League en esa temporada. Después pasó a dirigir a los Columbia Mets de la South Atlantic League en 1985. Cuando el coach de tercera base de los Mets Bobby Valentine pasó a ser mánager de los Texas Rangers en 1985, Harrelson pasó a ocupar su lugar en los Mets.
Harrelson estuvo con los Mets en la Serie Mundial de 1986 donde salieron campeones, y eventualmente reemplazó a Johnson luego de presentar su renuncia tras 42 partidos durante la temporada 1990. Lideró a los Mets a una racha de siete victorias, finalizando la temporada con marca de 91–71. Durante la temporada, Harrelson tuvo su propio programa de radio llamado The Bud Harrelson Report en New York en la estación WFAN, pero el programa fue cancelado a inicios de 1991 debido a que Harrelson hablaba cosas negativas sobre Howie Rose.
Con los Mets como equipo contendiente en la temporada 1991 a solo 2.5 partidos detrás del eventual líder de la división Pittsburgh Pirates, el equipo se cayó en la segunda mitad de la temporada y Harrelson fue despedido a una semana de terminar la temporada y reemplazado por el coach de tercera base Mike Cubbage. En su segunda temporada terminó con un récord de 74–80, y los Mets terminaron la temporada con marca de 77–84, a solo un partido por encima de los Chicago Cubs, el último lugar de la división.
En 2000 Harrelson pasó a formar parte de los Long Island Ducks, un nuevo equipo de béisbol independiente. Fue el mánager de los Ducks en 2000 en su temporada inaugural, y al año siguiente pasó a dirigir los partidos de local de los Ducks. Los Ducks retiraron el número 3 por Harrelson en 2018.

## Vida personal
Harrelson se casó con su primera esposa Yvonne el 17 de diciembre de 1965. Más tarde se divorciaron y Harrelson se casó con Kim Battaglia en 1975. Tuvo seis hijos: Kimberly, Jessica, Timothy, Alexandra, Kassandra y Troy Joseph. Harrelson fue elegido miembro del Suffolk Sports Hall of Fame de Long Island en la categoría de Béisbol en 1992. En 1999 apareció en un episodio de la serie Everybody Loves Raymond junto a varios jugadores de los Mets de 1969. Harrelson pasó a vivir en Hauppauge, New York. Harrelson fue diagnosticado con la enfermedad de Alzheimer en 2016.
Harrelson murió de Alzheimer en East Northport, New York el 11 de enero de 2024 a los 79 años.